# Bareilly–Pilibheet Provincial State Railway
| Bareilly–Pilibheet Provincial State Railway | Bareilly–Pilibheet Provincial State Railway |
| ------------------------------------------- | ------------------------------------------- |
| Streckenlänge:                              | 58 km                                       |
| Spurweite:                                  | Ursprünglich: 1000 mm Seit 2017: 1676 mm    |
|                                             |                                             |

Die Bareilly–Pilibheet Provincial State Railway war eine staatliche Eisenbahngesellschaft in Indien, die der Provinzregierung von Uttar Pradesh unterstand. Sie wurde von der Rohilkund and Kumaon Railway betrieben, die zudem ein eigenes Netz hatte.

## Netz
Der Bareilly–Pilibheet Provincial State Railway gehörten zwei Strecken in Meterspur
- von Bhojeepura nach Bareilly, 19 km, eröffnet am 1. Oktober 1884
- von Pilibhit nach Bhojeepura, 39 km, eröffnet am 15. November 1884.

## Geschichte
Die Bareilly–Pilibheet Provincial State Railway wurde am 1. Januar 1891 mit der Lucknow–Sitapur–Seramow Provincial State Railway vereint, die zusammen dann die Lucknow–Bareilly Railway bildeten. Mit dieser gelangte sie später zu den Indian Railways.
Die Schmalspurbahnstrecke der ehemaligen Eisenbahngesellschaft wurde 2017 auf Breitspur mit einer Spurweite von 1676 mm umgespurt.